# RMS Mauretania (1938)

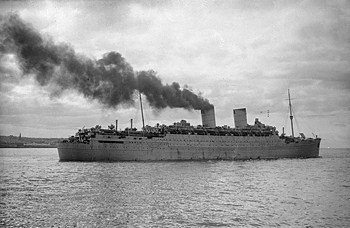
HMT Mauretania

RMS Mauretania II – brytyjski liniowiec pasażerski Cunarda zbudowany w 1938 roku przez angielską stocznię Camell Laird Co. w Birkenhead, który obsługiwał linię Southampton – Nowy Jork. Wodowanie statku odbyło się 28 lipca 1938 roku. Do wybuchu II wojny światowej zdążył wykonać pięć rejsów liniowych do Nowego Jorku. Wygląd zewnętrzny liniowca był zbliżony do RMS Queen Mary (było to zamierzenie konstrukcyjne, gdyż Mauretania była przeznaczona jako partner Queen Mary do obsługi żeglugi na linii nowojorskiej aż do momentu wejścia do służby drugiej "królowej" – RMS Queen Elizabeth)
Podczas II wojny światowej wykorzystywano statek do transportu wojska (amerykańskie i kanadyjskie wojska ekspedycyjne). Pływał do roku 1965 (od połowy lat 50. głównie jako wycieczkowiec), po czym został sprzedany na złom.

## Dane techniczne
- długość: 235,3 m
- szerokość: 27,13 m
- zanurzenie: 9 m
- pojemność: 35 738 BRT
- 1200 miejsc pasażerskich
- 2 zespoły turbin parowych o mocy 42 tys. KM
- maksymalna prędkość eksploatacyjna: 23 węzły
- 2 śruby

## Dalsza literatura
- Jacek Jarosz, Dwukominowa Mauretania, "Morze, Statki i Okręty" nr 5/2009, s.69